# Bistum Vic
Das Bistum Vic (lat.: Dioecesis Vicensis, kat.: Bisbat de Vic) ist eine in Spanien gelegene römisch-katholische Diözese mit Sitz in Vic.

## Geschichte
Das Bistum Vic wurde im 5. Jahrhundert errichtet. Infolge der Islamischen Expansion ging das Bistum Vic im Jahre 713 unter. Es konnten keine Bischöfe für Vic ernannt werden. Erst 866 konnte das Bistum Vic infolge der Reconquista erneut errichtet werden. Das Bistum wurde dem Erzbistum Narbonne als Suffraganbistum unterstellt. Zu Beginn des 12. Jahrhunderts wurde das Bistum Vic dem Erzbistum Tarragona unterstellt.
Im Jahre 1154 gab das Bistum Vic einige Pfarreien an das Erzbistum Tarragona ab. Am 19. Juli 1593 gab das Bistum Vic Teile seines Territoriums zur Gründung des Bistums Solsona ab. Das Bistum Vic trat 1874 das Kloster Montserrat und einige Pfarreien an das Bistum Barcelona ab.

## Weblinks

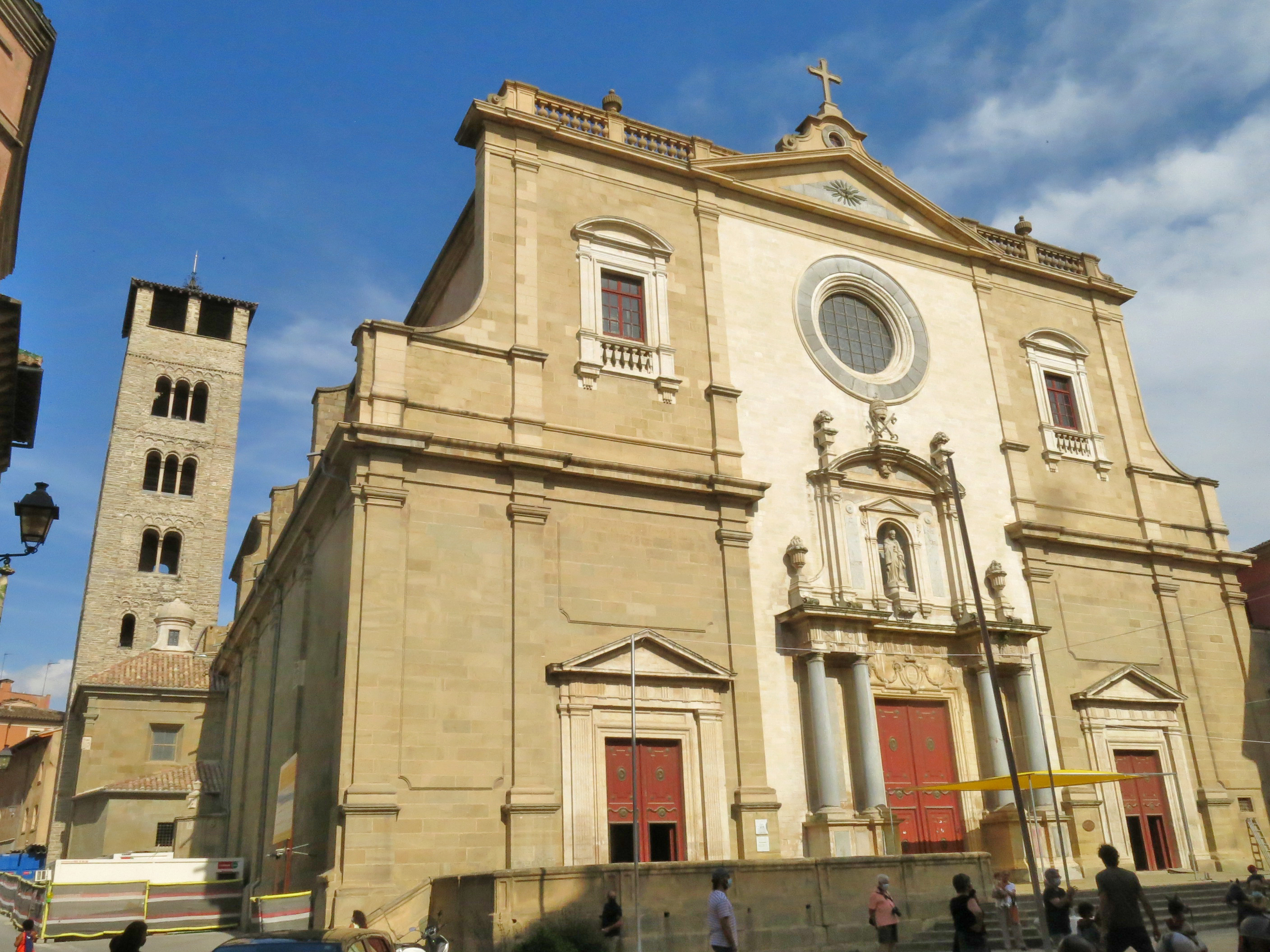
Kathedrale San Pere de Vic